# Micrathetis benjamini
Micrathetis benjamini är en fjärilsart som beskrevs av Max Wilhelm Karl Draudt 1926. Micrathetis benjamini ingår i släktet Micrathetis och familjen nattflyn. Inga underarter finns listade i Catalogue of Life.